# Demiurg

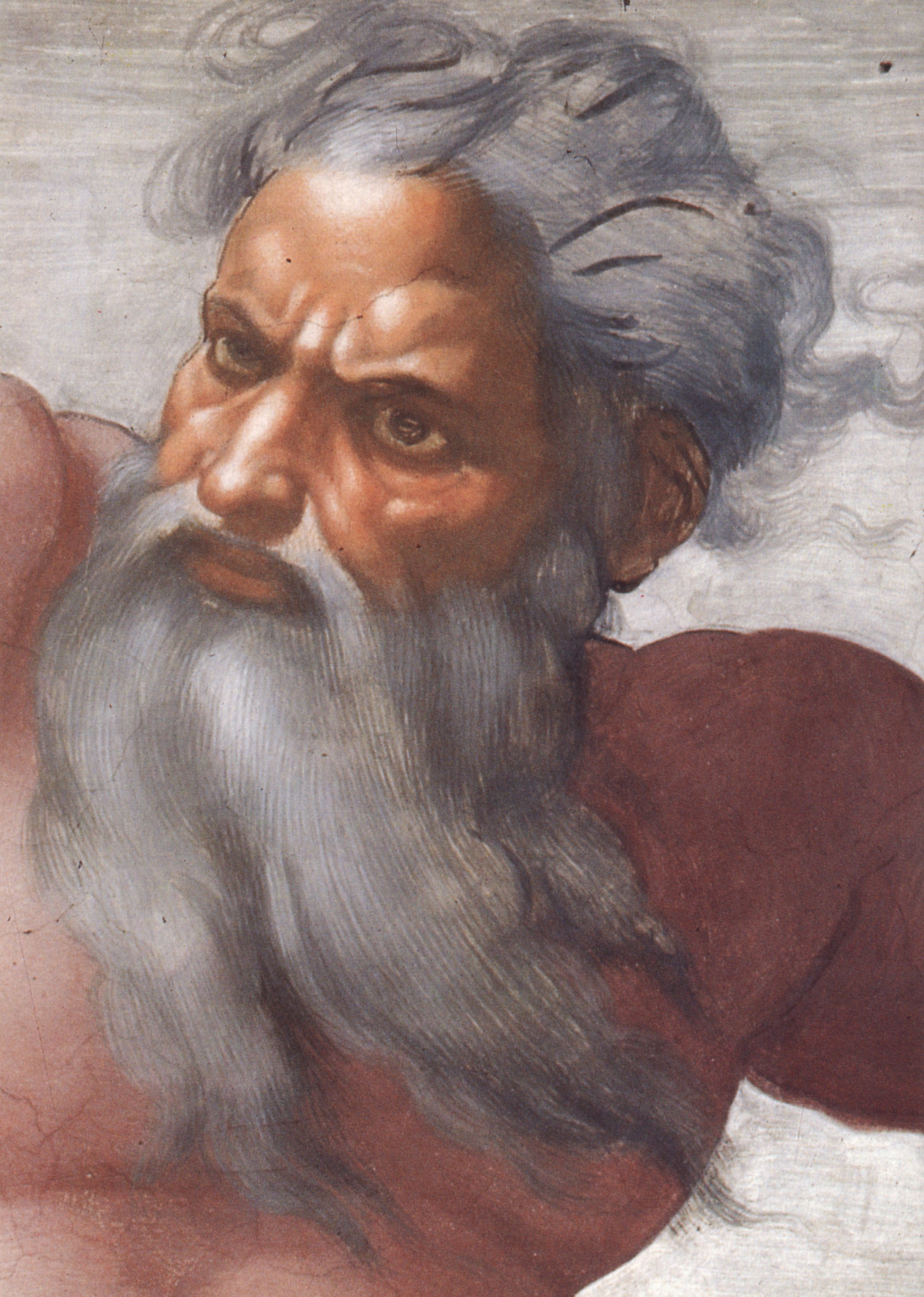
Gud i Michelangelos tolkning. Jahve – demiurgen – är enligt gnostikerna inte Gud utan ett grymt och blodtörstigt väsen som bundit människans ande till hennes fysiska kropp i en ond, materiell värld.

Demiurg är ett namn för skaparguden som härstammar från grekiskans demiurgos "hantverkare", av demios "offentlig" och ergos "arbete".
Namnet Demiurgen omnämns för första gången i Platons dialog Timaios 41a, som den gud som skall ha skapat världen. Den världsbild som Platon beskriver är inspirerad av kosmologin i boken Theogonin, förmodligen författad av Hesiodos.
Gnostisk-kristen teologi lånade via judisk mysticism in namnet demiurg för att beskriva Jahve som figurerar i stora delar av Gamla testamentet. Gnostikerna ansåg att det finns ett mycket högre, transcendent och för människan oförståeligt väsen, Gud, bl.a. benämnd som "Den utan slut, eller "Den högste". Demiurgen Jahve kan nästan liknas vid en trickster som påstår sig vara skaparguden, men som snarare är orsaken till att skapelsen inte blev perfekt.

## Ursprung
Upphovet till beskrivningarna av demiurgen som orsak till att världen inte är perfekt trots att Gud är perfekt fyller samma behov som den mysticism som utvecklats inom de flesta världsreligioner. Inom judendomens kabbala talar man till exempel om en olyckshändelse vid skapelsen av vår värld och människorna. Inom islams sufism söker man mysteriernas, konstens och poesins väg till Gud i stället för att lägga tonvikten vid islams handfasta ritualer. Av de religioner som fanns i Iran före islam hade flera ett dualistiskt synsätt på verkligheten, och denna spreds genom Alexander den stores erövringar. När den judiska gnosticismen i både Babylon och Alexandria kolliderade med den hellenistiska världen inträdde dess dualistiska fas. Här kom den under inflytande av platonsk filosofi, från vilken den lånade läran att en lägre, ond demiurg (hantverkare) var ansvarig för världens skapelse.
Enligt gnosticismen betraktas demiurgen som den lägre gudom som skapat sinnevärlden och materien som håller människornas själar fångna. Markion (död 160) var en av de mest kända kristna gnostikerna, och han slog fast att den judiske skaparguden, demiurgen, var ond och upphovet till all ondska i världen. Markion ville därför skära bort allt judiskt från kristendomen, och idag skulle han förmodligen klassas som antisemit. Demiurgen var, enligt Markion, ansvarig för det ondas inträde i världen och människans förvisning dit, vilket framgick av berättelsen om Adam och Eva. Demiurgen var även odeciderad, villrådig och ombytlig: efter att ha bannlyst avbildningar befallde han Moses att sätta upp en ormskulptur i koppar (4 Mos. 21:8). Han var dessutom oförmögen i vissa situationer: han måste fråga Adam var han höll hus (i Mos. 3:9), och han var tvungen att personligen träda ner till Sodom och Gomorra för att informera sig om vilka grova försyndelser som fanns där (i Mos. 18:21).
Denna förståelse av den Bibliske guden avvisas av Judiska och Kristna teologer som menar att allt Guds handlande blir förståeligt om det läses i rätt kontext. Gud förbjuder människan att bygga avgudar men inte bilder av himmelska ting. I samband med byggnationen av Förbundsarken beordrar Gud avbildandet av två Keruber

## Ett underordnat väsen

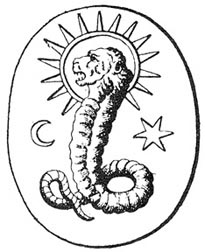
En gudom med lejonansikte på en Gnostisk amulett från Bernard de Montfaucons L’antiquité expliquée et représentée en figures kan möjligen vara en samtida avbildning av den gnostiska demiurgen.

I de gnostiska evangelierna, som ratades ur Nya Testamentet, uppträder demiurgen ofta som om han vore den högsta gudomen, den dolde guden, och verkar omedveten om sin rätta plats trots att han ständigt påminns om detta. Enligt den gnostiska skriften Arkonternas Väsen visar Demiurgens fåfänga anspråk att ha monopol på all gudomlig makt att han är förblindad:
| ” | På grund av sin (...) makt och sin okunnighet (...) och sin(...) förmätenhet yttrade han... "det är jag som är Gud det finns ingen annan vid sidan av mig". När han sade detta, syndade han mot Helheten. Och en röst ljöd uppifrån den absoluta maktens rike som sade: "Du misstar dig, Samael," vilket (dvs namnet) betyder 'de förblindades gud. | „ |

Arkonternas väsen hör liksom Tomasevangeliet och Sanningens evangelium, till de nästan 2 000 år gamla kristet-gnostiska skrifter som en bonde år 1945 hittade nedgrävd i ökensanden i Nag Hammadi i övre Egypten. Om Världens Uppkomst har följande att säga om demiurgen:
| ” | han förhävde sig ständig och upprepade till änglarna: 'Jag är Gud, och ingen annan finns till [förutom mig'. Men när han yttrade dessa ting, syndade han mot alla de odödliga (...) När Tron såg den främste härskarens gudlöshet, vredgades hon (...) hon sade: "Du misstar dig, Samael (dvs den förblindade guden). Före dig fanns en upplyst, odödlig Människa (anthrophos). | „ |

Johannes Heliga Bok går längst i sin kritik av Demiurgen och frågar sig varför Gud är en avundsjuk gud om det nu inte finns några andra gudar:
| ” | (...) han i sin galenskap sade: 'Jag är Gud, och det finns ingen annan Gud vid sidan av mig, ty han är okunnig om (...) platsen varifrån han har kommit (...) Och när han såg skapelsen som omgav honom och mängden av änglar kring sig, vilka hade framgått ur honom, sade han till dem: 'Jag är en avundsam gud och det finns ingen Gud vid sidan av mig.' Men genom att kungöra detta, angav han för änglarna att en annan Gud finns, ty om det icke existerade någon annan, vem skulle han då vara avundsam mot? | „ |